# Perizoma maerens
Perizoma maerens là một loài bướm đêm trong họ Geometridae.